# Ould Abas-moskee
Ould Abas-moskee is een moskee in Nouakchott, de hoofdstad van Mauritanië. Het ligt tussen Marche de La Viande en Marche Capitale, ten zuidwesten van de Saoedische Moskee.